# ケニー・サイエフ
ケネス・”ケニー”・ハサン・サイエフ（Kenneth "Kenny" Hasan Saief 、1993年12月17日 - ）は、アメリカ合衆国・フロリダ州パナマシティ出身のプロサッカー選手。アゼルバイジャン・プレミアリーグ・ネフチ・バクー所属。ポジションはMF。元アメリカ合衆国代表。

## 経歴

### 生い立ち
フロリダ・パナマシティにてドゥルーズ派教徒の両親の下に生まれ、3歳で両親の祖国イスラエルに移住。

### クラブ
2011年、ブネイ・サフニンFCとプロ契約を結んだ。以来、イスラエル国内のクラブを転々とした。
2014年8月、KAAヘントに移籍。
2018年5月22日、RSCアンデルレヒトに完全移籍した。
2020年2月13日、レヒア・グダニスクに2019-20シーズン終了までレンタル移籍した。

### 代表
各年代でイスラエル代表に選出されている。出生地であるアメリカ代表入りも噂されたが、2016年3月に開催されたイスラエル対クロアチアの親善試合にイスラエル代表として出場した。
2017年6月、2017 CONCACAFゴールドカップに参加するアメリカ代表の暫定メンバー40人の一人に選ばれた。同月中にFIFAから代表変更の許可が下りアメリカ代表としての出場が可能になった。

## タイトル

### クラブ
ヘント
- ジュピラー・プロ・リーグ: 2014–15
- ベルギー・スーパーカップ: 2015